# 플래그십 스토어

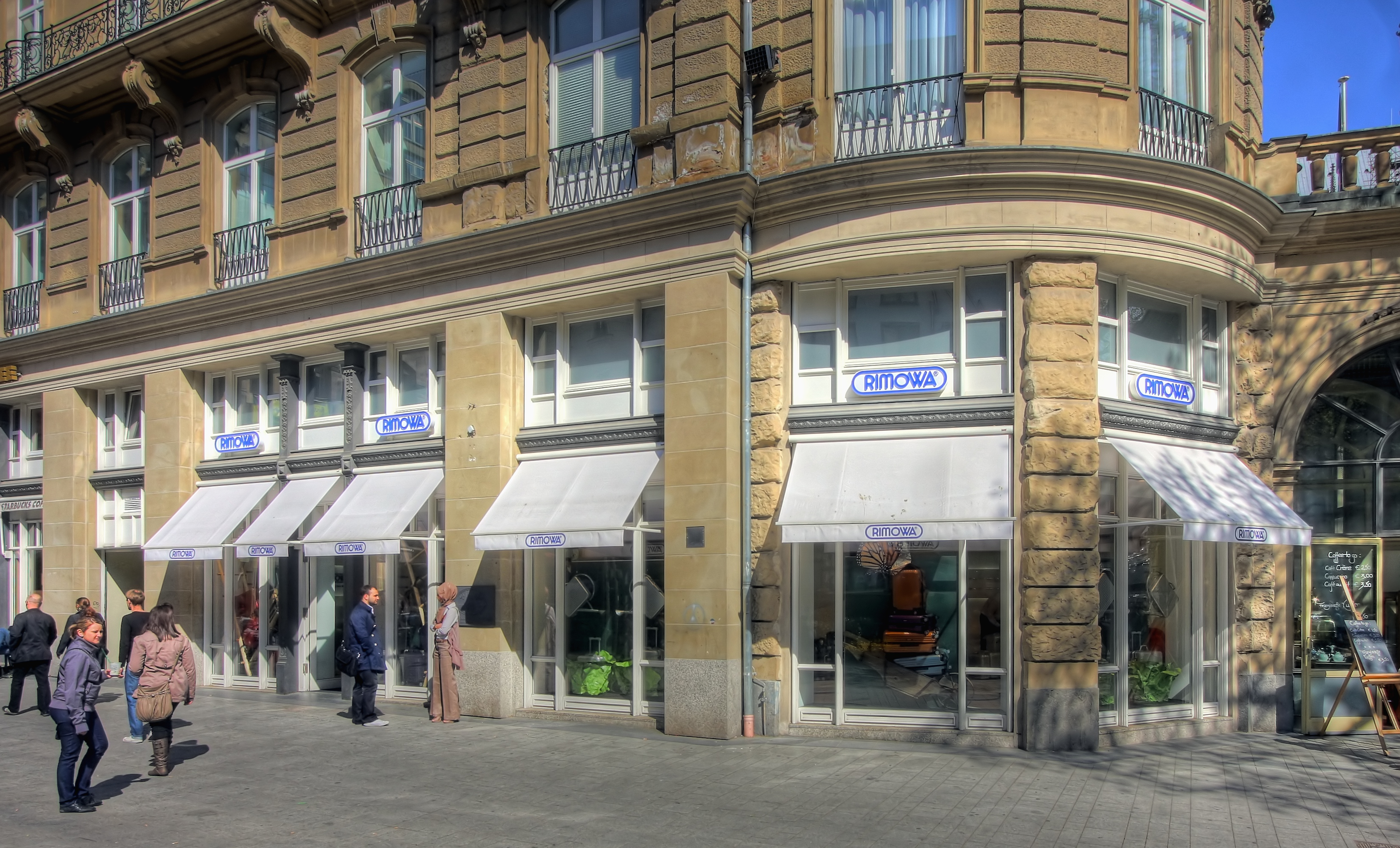
리모와의 플래그십 스토어. 쾰른에 위치하고 있다.

플래그십 스토어(영어: flagship store)는 어떤 브랜드의 주력이 되는 가게이다. 주로 도쿄의 긴자, 런던의 옥스퍼드 스트리트, 뉴욕의 5번가 등처럼 주요 상점가에 위치하고 있다. 본점이 플래그십 스토어인 경우가 많으나, 꼭 그렇지는 않다.